# Delia Nivolelli Perricone
Le Delia Nivolelli Perricone (appelé aussi Delia Nivolelli Pignatello) est un vin rouge de la région Sicile doté d'une appellation DOC depuis le 10 juin 1998. Seuls ont droit à la DOC les vins récoltés à l'intérieur de l'aire de production définie par le décret. Les vignobles autorisés se situent en province de Trapani dans les communes de Mazara del Vallo, Marsala, Petrosino et Salemi.

## Caractéristiques organoleptiques
- couleur : rouge rubis tendant vers un rouge orange après vieillissement
- odeur : caractéristique,  vineux
- saveur : sec, plein, légèrement tannique

Le Delia Nivolelli Perricone se déguste à une température de 14 à 16 °C et il se gardera 1 – 3 ans.

## Production
Province, saison, volume en hectolitres :
- pas de données disponibles